# Giải bóng đá vô địch quốc gia Quần đảo Solomon 2009–10
 Giải bóng đá vô địch quốc gia Quần đảo Solomon 2019–10 hay Solomon Islands National Club Championship 2009–10 là mùa giải thứ 7 của Giải bóng đá vô địch quốc gia Quần đảo Solomon ở Quần đảo Solomon. Koloale lần thứ 3 giành chức vô địch  và cũng đại diện Quần đảo Solomon tham dự Giải bóng đá vô địch các câu lạc bộ châu Đại Dương 2010–11 thông qua thông qua Trận Playoff Giải bóng đá vô địch các câu lạc bộ châu Đại Dương Quần đảo Solomon 2011 với Solomon Warriors. Tất cả các trận đấu đều diễn ra ở sân vận động trên sườn đồi Lawson Tama Stadium, với sức chứa khoảng 20.000 chỗ ngồi.

## Đội bóng
- Gizo United
- Harbour Lights
- Ka'arua
- Koloale
- KOSSA
- Makuru
- Marist
- Naha
- Northern United
- Rendova Devon
- SIPA
- Solomon Warriors
- Soloso
- South Central Gold

## Vòng bảng

### Bảng A
| VT | Đội          | ST | T | H | B | BT | BB | HS  | Đ  | Giành quyền tham dự             |
| -- | ------------ | -- | - | - | - | -- | -- | --- | -- | ------------------------------- |
| 1  | Kossa FC (Q) | 4  | 4 | 0 | 0 | 14 | 3  | +11 | 12 | Tham dự Vòng đấu loại trực tiếp |
| 2  | Soloso (Q)   | 4  | 2 | 1 | 1 | 9  | 10 | −1  | 7  | Tham dự Vòng đấu loại trực tiếp |
| 3  | Marist (Q)   | 4  | 1 | 1 | 2 | 6  | 7  | −1  | 4  | Tham dự Vòng đấu loại trực tiếp |
| 4  | SIPA         | 4  | 0 | 2 | 2 | 6  | 10 | −4  | 2  |                                 |
| 5  | Naha         | 4  | 0 | 2 | 2 | 6  | 11 | −5  | 2  |                                 |

### Bảng B
| VT | Đội                 | ST | T | H | B | BT | BB | HS  | Đ  | Giành quyền tham dự             |
| -- | ------------------- | -- | - | - | - | -- | -- | --- | -- | ------------------------------- |
| 1  | Koloale (Q)         | 4  | 3 | 1 | 0 | 18 | 0  | +18 | 10 | Tham dự Vòng đấu loại trực tiếp |
| 2  | Rendova Devon (Q)   | 4  | 2 | 2 | 0 | 0  | 0  | 0   | 8  | Tham dự Vòng đấu loại trực tiếp |
| 3  | Northern United (Q) | 4  | 2 | 0 | 2 | 6  | 5  | +1  | 6  | Tham dự Vòng đấu loại trực tiếp |
| 4  | Harbour Lights      | 4  | 1 | 1 | 2 | 3  | 9  | −6  | 4  |                                 |
| 5  | Ka'arua             | 4  | 0 | 0 | 4 | 2  | 15 | −13 | 0  |                                 |

### Bảng C
| VT | Đội                  | ST | T | H | B | BT | BB | HS | Đ | Giành quyền tham dự             |
| -- | -------------------- | -- | - | - | - | -- | -- | -- | - | ------------------------------- |
| 1  | Makuru (Q)           | 3  | 3 | 0 | 0 | 7  | 1  | +6 | 9 | Tham dự Vòng đấu loại trực tiếp |
| 2  | Solomon Warriors (Q) | 3  | 1 | 1 | 1 | 3  | 4  | −1 | 4 | Tham dự Vòng đấu loại trực tiếp |
| 3  | Gizo United          | 3  | 0 | 2 | 1 | 4  | 7  | −3 | 2 |                                 |
| 4  | South Central Gold   | 3  | 0 | 1 | 2 | 1  | 3  | −2 | 1 |                                 |

## Vòng đấu loại trực tiếp

### Tứ kết
| Makuru | 1-2 | Rendova Devon |
| ------ | --- | ------------- |
|        |     |               |

| Koloale | 3-1 | Marist |
| ------- | --- | ------ |
|         |     |        |

| Solomon Warriors | 3-1 | Soloso |
| ---------------- | --- | ------ |
|                  |     |        |

| KOSSA | 2-1 | Northern United |
| ----- | --- | --------------- |
|       |     |                 |

### Bán kết
| Solomon Warriors | 5-1 | Rendova Devon |
| ---------------- | --- | ------------- |
|                  |     |               |

| Koloale | 3-0 | KOSSA |
| ------- | --- | ----- |
|         |     |       |

### Tranh hạng ba
| KOSSA | 4-2 | Rendova Devon |
| ----- | --- | ------------- |
|       |     |               |

### Chung kết
| Koloale | 2-1 | Solomon Warriors |
| ------- | --- | ---------------- |
|         |     |                  |